# Llista de partits polítics a Dinamarca
Aquest article enumera els partits polítics a Dinamarca.
Dinamarca té un sistema multipartidista, amb dos o tres partits grans complementats per altres partits significatius. El govern normalment està format per un partit important en coalició amb, o recolzat per, un nombre de partits més petits. Cap partit ha aconseguit una majoria absoluta des de 1903. Tots els governs des de llavors han estat governs minoritaris d'un sol partit o coalicions entre dos o més partits.
El Ministeri de l'Interior i Habitatge registra i valida els noms dels partits i les cartes oficials dels partits per a tots els partits que participen en les eleccions nacionals. A les paperetes, els partits s'ordenen alfabèticament per lletra del partit.

## Partits amb representació alFolketingo alParlament Europeu
| Símbol electoral | Nom del partit                                                                                 | Representació (2022)       | Representació (2022)         | Ideologia                                                                                     | Líder                 |
| Símbol electoral | Nom del partit                                                                                 | Folketing (175/179 escons) | Eurodiputats (14/705 escons) | Ideologia                                                                                     | Líder                 |
| ---------------- | ---------------------------------------------------------------------------------------------- | -------------------------- | ---------------------------- | --------------------------------------------------------------------------------------------- | --------------------- |
| A                | Socialdemòcrates, Socialdemokratiet                                                            | 50 / 179                   | 3 / 14                       | Socialdemocràcia, socialisme democràtic                                                       | Mette Frederiksen     |
| V                | Venstre, Venstre, Danmarks Liberale Parti (Esquerra, Partit Liberal de Dinamarca)              | 23 / 179                   | 4 / 14                       | Liberalisme econòmic, agrarisme                                                               | Jakob Ellemann-Jensen |
| M                | Els Moderats, Moderaterne                                                                      | 16 / 179                   | 0 / 14                       | Liberalisme, reformisme, pragmatisme                                                          | Lars Løkke Rasmussen  |
| F                | Esquerra Verda, Socialistisk Folkeparti (Partit Popular Socialista)                            | 15 / 179                   | 2 / 14                       | Socialdemocràcia, socialisme democràtic, ecologisme, política verda                           | Pia Olsen Dyhr        |
| Æ                | Demòcrates de Dinamarca, Danmarksdemokraterne                                                  | 14 / 179                   | 0 / 14                       | Populisme de dretes, antiimigració, descentralització                                         | Inger Støjberg        |
| I                | Aliança Liberal, Liberal Alliance                                                              | 14 / 179                   | 0 / 14                       | Llibertarisme clàssic, llibertarisme de dretesen, euroescepticisme, legalització del cànnabis | Alex Vanopslagh       |
| C                | Partit Popular Conservador, Det Konservative Folkeparti                                        | 10 / 179                   | 1 / 14                       | Conservadorisme, conservadorisme liberal, conservadorisme verden                              | Søren Pape Poulsen    |
| Ø                | Aliança Roja-Verda, Enhedslisten - De Rød-Grønne (La Llista d'Unitat - Els Rojos-Verds)        | 9 / 179                    | 1 / 14                       | Socialisme democràtic, ecosocialisme, euroescepticisme suauen                                 |                       |
| B                | Partit Socioliberal Danés, Radikale Venstre                                                    | 7 / 179                    | 2 / 14                       | Socioliberalisme, proeuropeu                                                                  | Martin Lidegaard      |
| Å                | L'Alternativa, Alternativet                                                                    | 6 / 179                    | 0 / 14                       | Progressisme, política verda, proeuropeu                                                      | Franciska Rosenkilde  |
| O                | Partit Popular Danès, Dansk Folkeparti                                                         | 5 / 179                    | 1 / 14                       | Nacionalisme danès, conservadorisme nacionalista, conservadorisme social                      |                       |
| D                | Nova Dreta, Nye Borgerlige                                                                     | 5 / 179                    | 0 / 14                       | Conservadorisme, liberalisme econòmic, conservadorisme nacional, euroescepticisme forten      |                       |
| IA               | Comunitat Inuit, Inuit Ataqatigiit                                                             | 1 / 179                    | 0 / 14                       | Socialisme, independentisme groenlandés                                                       |                       |
| SIU              | Siumut, Siumut (Endavant)                                                                      | 1 / 179                    | 0 / 14                       | Socialdemocràcia, independentisme groenlandés                                                 | Erik Jensen           |
| SP/B             | Partit Unionista, Sambandsflokkurin                                                            | 1 / 179                    | 0 / 14                       | Liberalisme conservador, agrarisme, socioliberalisme, unionisme danés                         |                       |
| JF/C             | Partit Socialdemòcrata de les illes Fèroe, Socialistisk Folkeparti (Partit Popular Socialista) | 1 / 179                    | 0 / 14                       | Socialdemocràcia, unionisme danés                                                             |                       |
|                  | Independents                                                                                   | 1 / 179                    | 0 / 14                       |                                                                                               |                       |

## Partits sense representació al Folketing ni al Parlament Europeu
| Símbol electoral | Nom del partit                                                                 | Representació (2025)       | Representació (2025) | Representació (2025) | Ideologia                                                | Líder              |
| Símbol electoral | Nom del partit                                                                 | Folketing (175/179 escons) | Municipals           | Parlament Europeu    | Ideologia                                                | Líder              |
| ---------------- | ------------------------------------------------------------------------------ | -------------------------- | -------------------- | -------------------- | -------------------------------------------------------- | ------------------ |
| K                | Els Demòcrates Cristians, Kristendemokraterne                                  | 0 / 179                    | 11 / 2.436           | No s'hi ha presentat | Democràcia cristiana, conservadorisme social, ecologisme | Marianne Karlsmose |
| S                | Partit Slesvigès, Slesvigsk Parti (en danés) Schleswigsche Partei (en alemany) | No s'hi ha presentat       | 10 / 2.436           | No s'hi ha presentat | Regionalisme, minoria alemanya de Dinamarca              |                    |
| Q                | Verds Independents, Frie Grønne                                                |                            |                      |                      |                                                          |                    |
|                  | Aliança Verda, Grøn Alliance                                                   |                            |                      |                      |                                                          |                    |